# 道の駅内子フレッシュパークからり
道の駅内子フレッシュパークからり（みちのえき うちこフレッシュパークからり）は、愛媛県喜多郡内子町にある国道379号の道の駅である。平成27年度全国モデル道の駅に選定された。

## 概要
内子町では観光農業振興のため1992年（平成2年）に「フルーツパーク構想・基本計画」を策定した。この計画をもとに1994年（平成6年）7月に産直のトレーニング施設として「内の子市場」という産直実験施設を開設した。また内の子市場の開設と同時に「からり直売所出荷者運営協議会」が結成され、自発的な組織運営の機運を醸成した。
「フルーツパーク構想・基本計画」では農業の情報化、農業情報の利活用も柱とされ、いち早く販売管理を行うためのPOSシステムや、売上情報を携帯電話・音声電話・ファックスによって送信する「からりネット」を導入した。
「内の子市場」としての営業は1996年（平成8年）4月までとなり、1995年（平成7年）から同時並行で「内子フレッシュパークからり」が整備された（1996年に道の駅に登録）。その後、1997年（平成9年）に第三セクター方式で、株式会社内子フレッシュパークからりが内子町と町内の農家などを株主として設立された。内子フレッシュパークからりの事業は、施設の管理部門や直売部門のほか、シャーベット加工販売部門、レストラン部門、パンやハムを加工する加工部門などでも展開されている。

## 特徴
売られているものは、野菜から豆腐や醤油などの加工食品、パンやケーキ、工芸品、バケツのひとつまで、全てが内子町内で作られた商品だけ。しかもその運営も、品質管理、商品開発、イベント企画まで…商品を生産している地元の女性たちが全て自主的に行っている。

## 歴史
- 1986年1月 - 内子町知的農村塾が初めて開講される。以降毎年実施される[6]。
- 1992年10月 - 内子フルーツパーク基本構想が策定される[6]
- 1994年7月 - 内の子市場が開設[6]
- 1996年5月 - 特産物直売所と情報センターが開設され、からりネットが始動[6]
- 1997年4月 - 株式会社内子フレッシュパークからり設立[6]
- 2000年3月 - 交流部門で農林水産大臣賞受賞[6]
- 2005年3月 - トレーサビリティシステム整備[6]
- 2015年（平成27年）1月30日 - 国土交通省より地域活性化の拠点として、特に優れた機能を継続的に発揮していると認められるものとして、全国モデル「道の駅」6箇所の1つに選定された[1]。
- 2024年（令和6年）4月18日 - うどんを提供していた旧「あぐり亭」を改装してアグリcafe川楽里（からり）がオープン[7]

## 主な施設
- 特産品販売所
- パン工房
- 薫製工房
- 農村体験館
- 農村公園
- ふれあい広場
- 駐車場
  - 普通車：180台
  - 大型車：2台
- トイレ
  - 男：10器
  - 女：6器
  - 身障者用：1器
- 公衆電話
- 郵便ポスト（大洲郵便局）
- レストラン「からり」（11:00 - 19:30）
- アグリcafe川楽里（10:00 - 16:00）[7]
- 情報センター

## 休館日
- 1月1日 - 1月3日
- 年末は施設により異なる

## アクセス
- 国道379号 - 登録路線
  - 国道56号
  - 愛媛県道32号肱川公園線
- 松山自動車道 内子五十崎IC

## 周辺
- 内子座
- 小田川

## テレビ番組
- 日経スペシャル ガイアの夜明け 熱戦！道の駅パワー～地方の力が集結する“新拠点”～（2010年3月30日、テレビ東京）[8]。- 市町村の出資に頼らない道の駅を取材。
- 日経スペシャル カンブリア宮殿 地方の底力SP　第一弾！ ～道の駅が生む奇跡の集客術～（2014年3月20日、テレビ東京）[5]